# Anguilla celebesensis
Anguilla celebesensis är en fiskart som beskrevs av Kaup, 1856. Anguilla celebesensis ingår i släktet Anguilla och familjen egentliga ålar. Inga underarter finns listade i Catalogue of Life.